# Lista de filmes com temática LGBT de 1963
Esta é uma lista de filmes que contém personagens e/ou temática lésbica, gay, bissexual, ou transgênera lançados em 1963.

| Título                                      | Direção                                 | País        | Gênero                     | Elenco | Anotações                                                                                              |
| ------------------------------------------- | --------------------------------------- | ----------- | -------------------------- | --- | --- |
| Les abysses                                 | Nikos Papatakis                         | França      | Suspense, Drama            | Francine Bergé, Colette Bergé, Pascale de Boysson, Colette Régis, Paul Bonifas                                                               | Baseado no caso das irmãs Papin                                                                        |
| À tout prendre                              | Claude Jutra                            | Canada      | Drama                      | Claude Jutra, Johanne Harrelle | trad. Quem Ama, Perdoa Uma semi-autobiografia sobre um homem lutando para aceitar sua homossexualidade |
| The Balcony                                 | Joseph Strick                           | EUA         | Comédia                    | Shelley Winters, Peter Falk, Leonard Nimoy, Ruby Dee, Lee Grant                                                                              | Co-roteirizado por Jean Genet, baseado em sua peça homônima                                            |
| Blonde Cobra                                | Ken Jacobs                              | EUA         | Curta, Experimental        | Ken Jacobs, Jack Smith | . trad. Cobra Loira                                                                                    |
| Bushido zankoku monogatari (武士道残酷物語) | Tadashi Imai                            | Japão       | Ação, Drama                | Kinnosuke Nakamura, Satomi Oka, Kyoko Kishida, Misako Watanabe, Yoshiko Mita, Kei Sato                                                       | Após sua noiva tentar cometer suicídio, um homem lembra da história de sacrifício de sua família       |
| Carry on Cabby                              | Gerald Thomas                           | Reino Unido | Comédia                    | Sid James, Hattie Jacques, Kenneth Connor, Charles Hawtrey, Esma Cannon, Liz Fraser                                                          | Sétimo filme da série Carry On                                                                         |
| Charleys Tante                              | Géza von Cziffra                        | Áustria     | Comédia                    | Peter Alexander, Maria Sebaldt, Peter Vogel, Astrid Frank                                                                                    | Um homem finge ser sua própria tia Baseado na peça britânica Charley's Aunt de Brandon Thomas          |
| The Fat Black Pussycat                      | Harold Lea                              | EUA         | Crime, Drama, Terror       | Frank Jamus, Janet Damon, Patricia McNair, Hugh Romney, Hyman Augenstein, Jeffrey Bond                                                       | Um policial caça um assassino em série com um fetiche por saltos-altos                                 |
| Flaming Creatures                           | Jack Smith                              | EUA         | Experimental               | Piero Heliczer, Frances Francine, Sheila Bick, Joel Markman, Mario Montez, Arnold Rockwood,                                                  | trad. Criaturas Flamejantes                                                                            |
| The Haunting                                | Robert Wise                             | Reino Unido | Terror                     | Julie Harris, Claire Bloom, Richard Johnson, Russ Tamblyn                                                                                    | Baseado no livro The Haunting of Hill House por Shirley Jackson                                        |
| Iki Gemi Yanyana                            | Atıf Yılmaz                             | Turquia     | Aventura                   | Orhan Günsiray, Filiz Akın, Sadettin Erbil, Altan Erbulak, Suzan Avcı                                                                        | Gerou controvérsias por mostrar duas mulheres se beijando                                              |
| Kiss                                        | Andy Warhol                             | EUA         | Experimental, Documentário | Rufus Collins, Johnny Dodd, Fred Herko, Jane Holzer, Robert Indiana, Mark Lancaster, Naomi Levine, Gerard Malanga, Andrew Meyer, John Palmer | Casais hetero e homo sexuais se beijam por três minutos e meio cada                                    |
| Il mondo di notte numero 3                  | Gianni Proia                            | Itália      | Documentário               | George Sanders (narrador), Alexander, Maria Ansaldi                                                                                          | [ 11 ]                                                                                                 |
| La Rabbia                                   | Pier Paolo Pasolini, Giovanni Guareschi | Itália      | Documentário               | Pier Paolo Pasolini, Giovanni Guareschi | Um debate entre Pasolini, de esquerda, e Guareschi, um conservador de direita                          |
| Scorpio Rising                              | Kenneth Anger                           | EUA         | Curta, Experimental        | Bruce Byron, Ernie Allo, Frank Carifi, Steve Crandell                                                                                        | |
| Sekstet                                     | Annelise Hovmand                        | Dinamarca   | Drama                      | John Kelland, Ghita Nørby, Axel Strøbye, Ingrid Thulin, Hanne Ulrich, Ole Wegener                                                            | Seis pessoas aleatórias tem que passar uma noite juntos em um chalé                                    |
| The Servant                                 | Joseph Losey                            | Reino Unido | Suspense                   | Dirk Bogarde, Sarah Miles, James Fox, Wendy Craig                                                                                            | trad. O Criado Baseado no romance homônimo de Robin Maugham                                            |
| O Silêncio                                  | Ingmar Bergman                          | Suécia      | Drama                      | Ingrid Thulin, Gunnel Lindblom, Birger Malmsten, Håkan Jahnberg, Jörgen Lindström                                                            | |
| Unsere tollen Nichten                       | Rolf Olsen                              | Áustria     | Comédia                    | Gunther Philipp, Vivi Bach, Paul Hörbiger, Kurt Großkurth, Gus Backus, Udo Jürgens                                                           | Segundo filme da trilogia que começou com Unsere tollen Tanten de 1961                                 |
| The World Ten Times Over                    | Wolf Rilla                              | Reino Unido | Drama                      | Sylvia Syms, Edward Judd, June Ritchie, William Hartnell, Sarah Lawson, Francis de Wolff                                                     | Subtexto lésbico                                                                                       |
| Yajû no Seishun (野獣の青春)                | Seijun Suzuki                           | Japão       | Crime, Ação                | Jô Shishido, Misako Watanabe, Tamio Kawaji, Minako Katsuki                                                                                   | trad. A Juventude da Besta Um dos personagens centrais é gay                                           |